# جاسم محمد
جاسم محمد غلام من مواليد 11 مارس 1979 في العراق، لاعب كرة قدم عراقي معتزل.
بدأ مسيرته الكروية مع نادي الجيش وبعدها لعب مع نادي القوة الجوية، موسم 2001-2002 وفي موسم 2002-2003 انتقل للزوراء وعاد بسرعة للجوية ليمثل الفريق لمدة 3 مواسم وفي أغسطس 2006 انتقل إلى نادي البقعة الأردني، وفي عام 2007 انتقل إلى نادي الريان القطري نادي الوحدات الأردني وانتقل منه مقابل مبلغ مالي قدره 150,000. وفي موسم 2009-2010 وقع لفريق القوة الجوية ليمثله لمدة موسمين لكن الحادثة الشهيرة التي حدثت مع حكم لقاء الزوراء والجوية، فلاح عبد، في مباراة اياب الدوري موسم 2010-2011 ادت إلى عقوبه الاعب مدى الحياة لتنهي بذلك مسيرة جاسم غلام في كرة القدم كلاعب.
أشهر القابه (أبو الغضب).
والان يعمل كمدير فني لنادي القوة الجوية العراقي من موسم 2013 إلى الآن.
و قد بدأ باللعب مع منتخب العراق لكرة القدم في عام 2007، وشارك في كأس آسيا 2007.

## روابط خارجية
- جاسم محمد على موقع الاتحاد الدولي (مؤرشف)  (الإنجليزية)
- جاسم محمد على موقع قاعدة بيانات كرة القدم.إي يو (الإنجليزية)
- جاسم محمد على موقع ناشيونال فوتبول تيمز (الإنجليزية)
- جاسم محمد على موقع Soccerway.com (الإنجليزية)